# Extra Large Medium
Extra Large Medium («Супер-медиум») — двенадцатая серия восьмого сезона мультсериала «Гриффины». Премьерный показ состоялся 14 февраля 2010 года на канале FOX. DVD с мультфильмом вышел 13 декабря 2011 года, на том же диске были ещё несколько эпизодов сезона.

## Сюжет
Во время семейной пешеходной прогулки Крис и Стьюи теряются и пропадают на несколько дней. Лоис очень обеспокоена случившимся, но вдруг ей встречается медиум, который уверяет её, что с детьми всё нормально. Лоис с Питером начинают увлекаться медиумами, даже после того, как мальчики возвращаются домой, несмотря на то, что Брайан пытается их образумить, не веря в экстрасенсорику.
Наконец, Питер решает, что он — экстрасенс, после чего начинает брать с соседей деньги за свои способности. Вскоре его помощь требуется и полиции: Джо просит помочь в розыске человека с бомбой. Питер пытается помочь, но человек с бомбой взрывается, что вынуждает Питера признаться: нет у него никаких экстра-способностей.
В это время Крису приходится идти на свидание с одноклассницей Эллен, больной синдромом Дауна — он дал это обещание от безысходности, когда блуждал по лесу. Впрочем, ничего хорошего из этого не выходит.